# 嗨嗨水

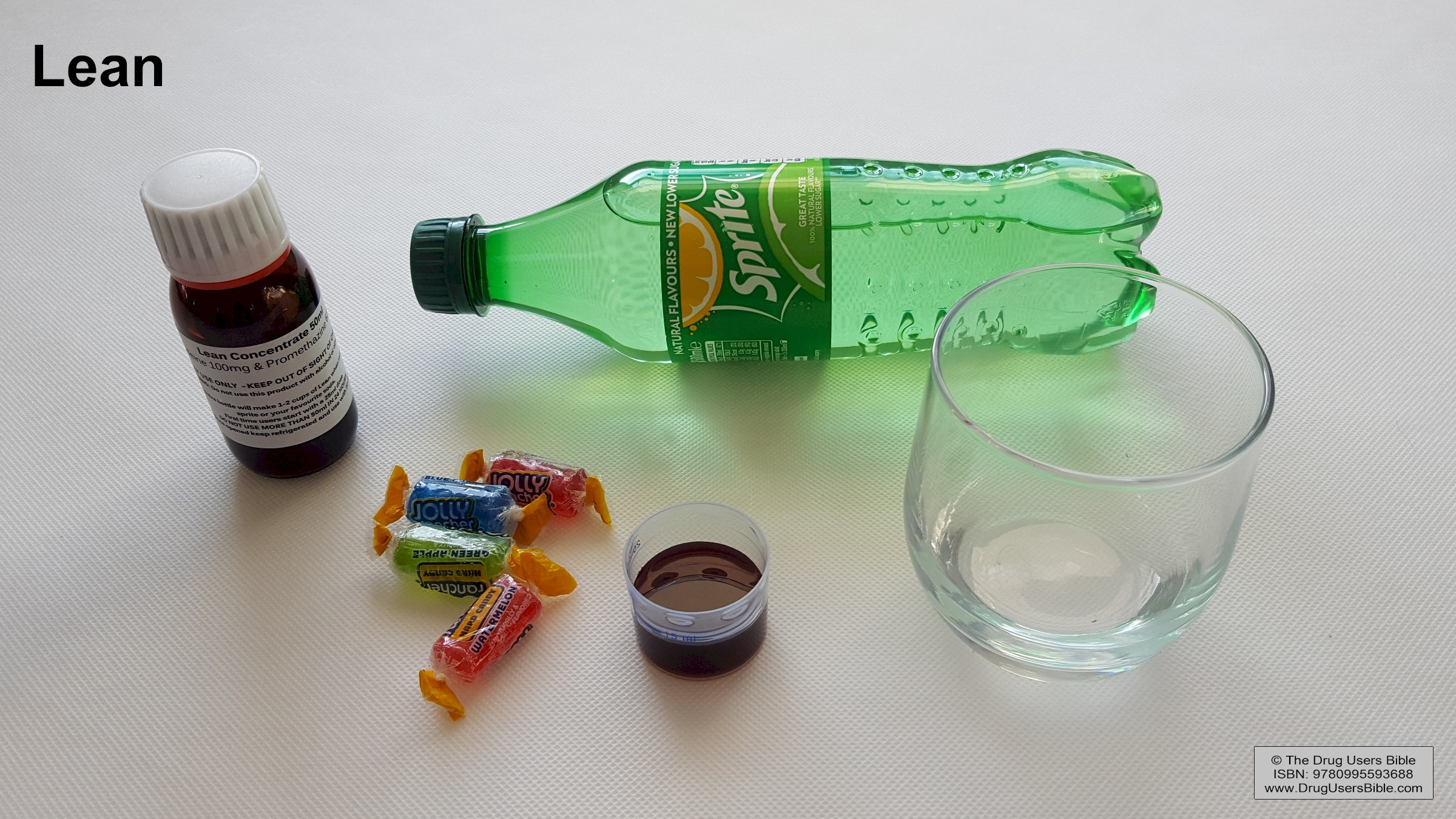
製造嗨嗨水的成分，包括有可待因和鹽酸異丙嗪成分的止咳糖漿、Jolly Rancher糖果，還有雪碧。

嗨嗨水（lean）又稱紫色飲料（purple drank）、紫色雪碧、紫水、糖水和油等，是一種把含有可待因和鹽酸異丙嗪成分的止咳糖漿，與軟性飲料相混製而成的娛樂性用藥。這種飲料發源於1960年代的美國德克薩斯州休斯頓，並在美國南部的嘻哈文化中尤為興盛。

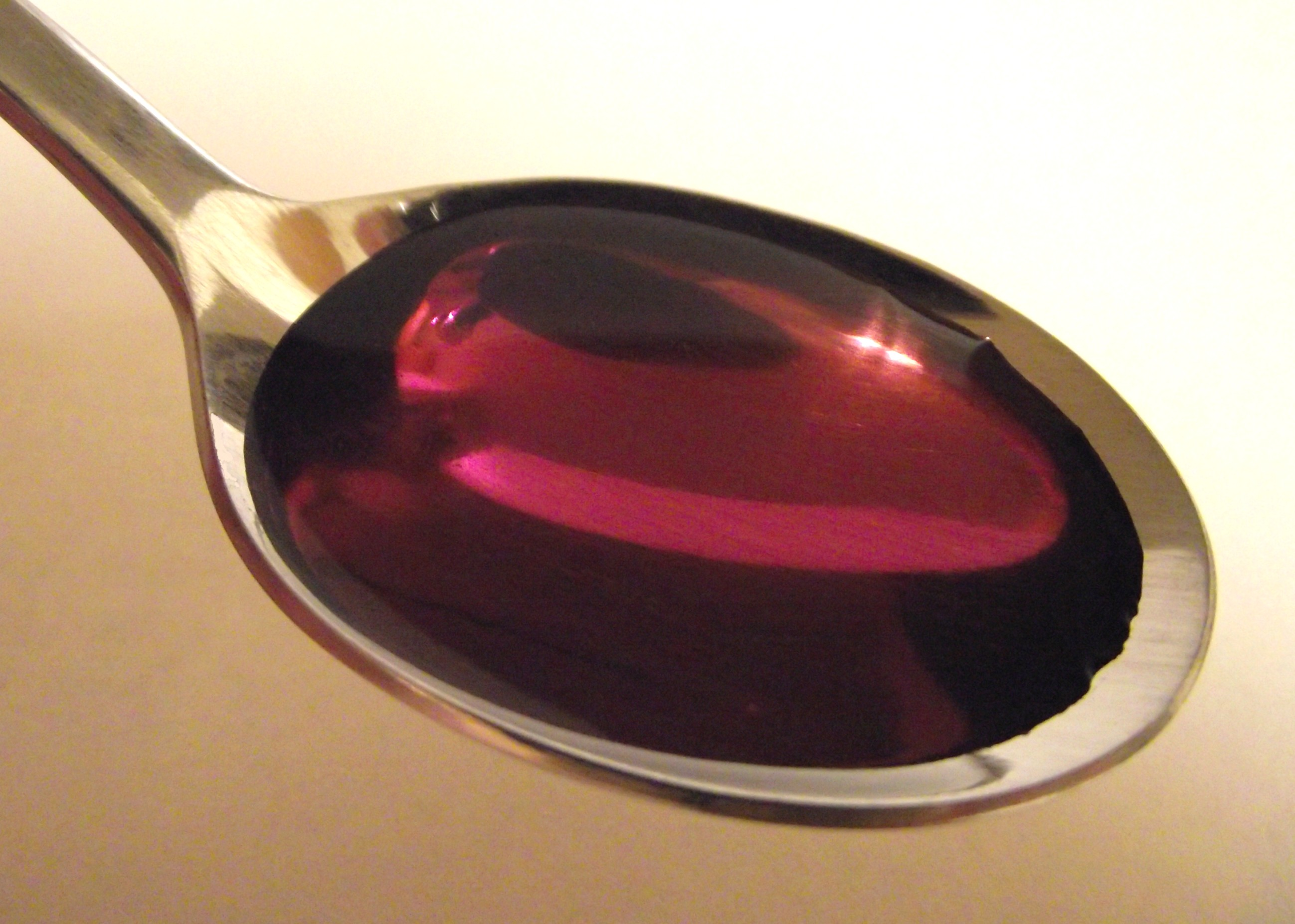
一勺異丙嗪／可待因糖漿呈現出特有的紫色

## 名稱
「Lean」一詞原是形容吸食者飲用過後搖搖欲墜的模樣。「紫色飲料」則是指其外表常呈現的色澤，因為所使用的止咳糖漿通常是紫色的，而在非洲裔美国人白话英语中，它也常用來泛指酒或是令人昏醉的飲料。其他名稱還包含「糖水」（sizzurp; syrup）、「飲料」（drank）、「barre」、「紫色果凍」（purple jelly）、「鍋子」（wok）、「德州茶」（Texas tea）、「曼非斯泥」（Memphis mud）和「暗黑雪碧」（dirty Sprite）。

## 成份
一般來說，製作嗨嗨水的基礎配方為強效止咳藥，尤其是含有鹽酸異丙嗪和可待因的止咳糖漿。含有右美沙芬作為活性成分的非處方感冒藥也常使用，因為它們可以產生出類似的效果且無需去看醫生。
為了讓製作出的混合物好喝，嗨嗨水通常會和止咳糖漿與軟性飲料混調，例如雪碧、激浪或芬達等水果風味飲料，並裝在保麗龍杯中。亦可添加硬糖，像是Jolly Rancher，以讓成品的味道更甜。

## 影響
在生理上，嗨嗨水會對吸食者產生輕微的「欣快副作用」，並伴隨著「運動技能障礙、嗜睡、睏倦和與身體所有部位的分離感」。有人認為蘇打水、止咳糖漿和Jolly Ranchers的超甜組合給予一種齒頰留香的風味和口感。這種感覺通常會讓初次吸食的人深深著迷。嗨嗨水通常會與酒精和／或其他藥物結合使用。

### 危害
當按規定劑量服用時，止咳糖漿是相當安全的，但由於異丙嗪是一種中樞神經系統（CNS）抑製劑，可待因則是一種呼吸抑製劑，因此攝取過高劑量會造成危險。攝取大量可待因時，可能會導致呼吸終止；與酒精和其他藥物一起使用則會提高呼吸窘迫、呼吸衰竭或其他併發症的風險。喬治·法列拉斯（George Fallieras）博士表示，這種混合物本身不會引起癲癇發作，但會間接提高患病的可能性。這種飲料含有大量的鴉片類可待因，高劑量會讓人上癮，法列拉斯指出，「至少有傳聞稱異丙嗪會激化可待因對大腦的欣快作用。」
這種飲料的成癮性質意味著試圖突然停止使用會產生戒斷症狀。美國饒舌歌手小韋恩在2008年接受MTV新聞採訪時，描述戒除嗨嗨水的過程：「當你停止（喝嗨嗨水）時感覺就像死在你的肚子裡一樣。每個人都希望我停止這一切。這並沒有那麼容易。」

## 歷史
嗨嗨水被認為是在1960年代左右於美國德克薩斯州休斯頓發展起來的，當時的藍調樂手們會把右美沙芬配上啤酒一起飲用。後來當淡酒飲料進入市場時，它們代替了啤酒。這些樂手大多住在休斯頓的第五區、第三區和南方公園社區，這種做法被在該市同一地區長大的一代饒舌歌手所接納。在1980年代和1990年代，配方改為含有可待因異丙嗪的止咳糖漿，有點類似70年代至90年代初流行的導眠能和可待因組合。
一直到1990年代饒舌歌手DJ Screw在幾首混音帶中的歌詞中提到這種飲品，嗨嗨水都是休斯頓當地的流行現象。嗨嗨水在休斯頓從未蒙上惡名，但隨著DJ Screw的早逝，這種混合物成為休斯頓地區執法部門的重點關注對象。

### 普及

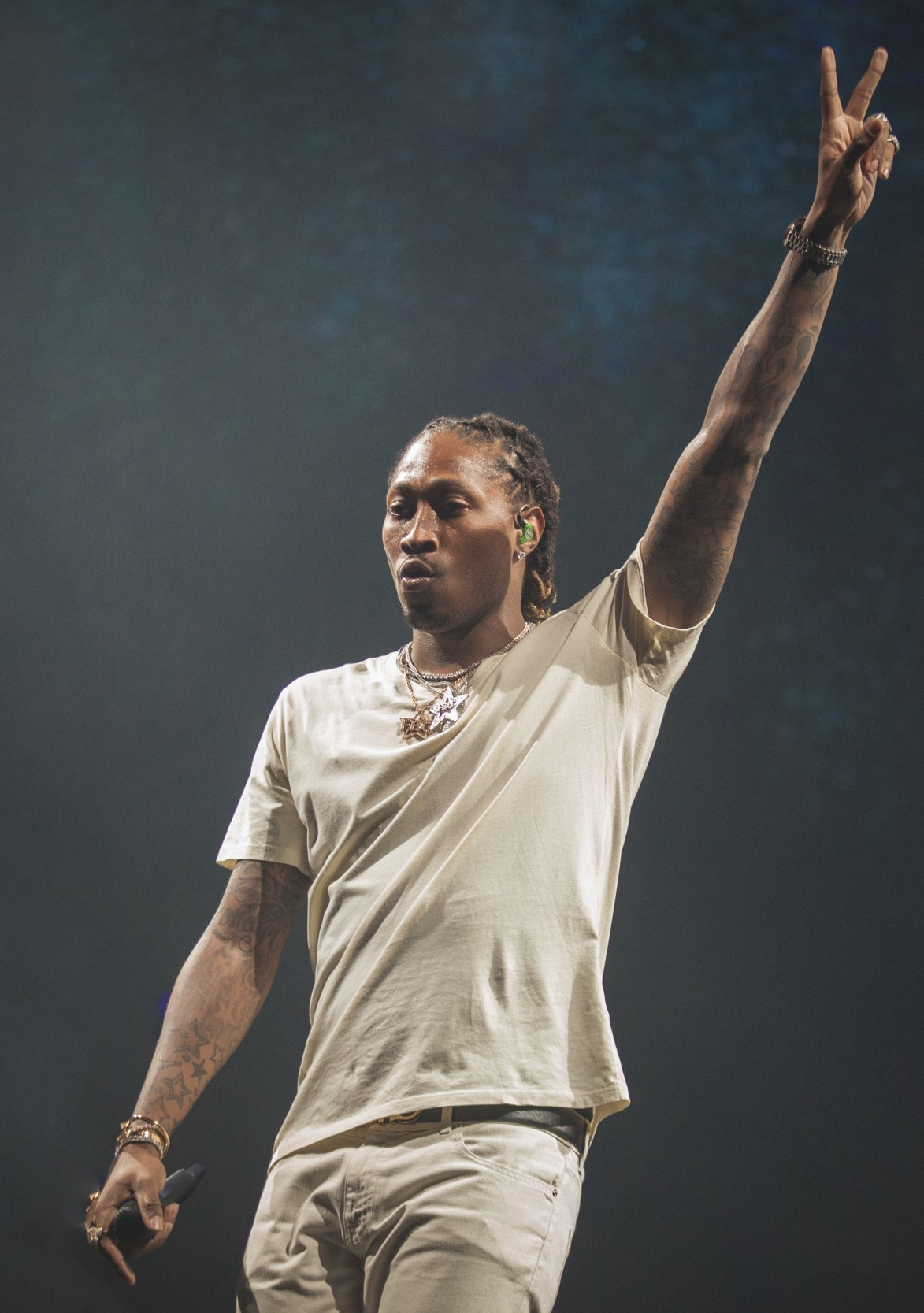
2019年，饒舌歌手未来小子在得知他的音樂影響青少年吸毒後公開提到嗨嗨水的戒除。

雖然早在1960和1970年代就有人吸食嗨嗨水，但直到1990年代初期才變得更加普及。混合異丙嗪和可待因的飲品最初在休斯頓的地下嘻哈圈流行起來，得力於DJ Screw等休斯頓饒舌歌手的宣揚和推廣，嗨嗨水在1990年代變得更加流行，並逐漸傳播到南部各州。同一時期嘻哈音樂圈興起的Chopped and screwed技術被廣泛認為受到嗨嗨水的啟發。
2004年，德克薩斯大學奧斯汀分校發現，德克薩斯州有8.3%的中學生曾服用可待因糖漿作樂。美国缉毒局將調查結果向美國南部各州報告，特別是涉及糖漿事件德克薩斯州和佛羅里達州。截至2011年，在休斯頓製作嗨嗨水的價格是洛杉磯的兩倍。
在2019年的一次採訪中，美國饒舌歌手未来小子談到了嗨嗨水的戒除。他擔心如果自己太早公開承認想戒除嗨嗨水，歌迷會覺得他的音樂走樣。同行的朱斯·沃尔德告訴他，他年輕時受音樂影響嘗試看看嗨嗨水。未来小子對此表示失望，並回答道：「該死，我影響了多少其他六年級學生喝嗨嗨水？」兩人於2018年10月合作推出了名為《Wrld on Drugs》的混音帶。
納斯小子的熱門單曲〈Old Town Road〉的歌詞中唱道「嗨嗨水都在膀胱裡」（Lean all in my bladder），儘管他本人表示不支持這種藥物。

## 商品
一些圍繞「紫酒」概念的合法商品在美國流通銷售。2008年6月，總部位於德克薩斯州休斯頓的創新飲料集團（Innovative Beverage Group）推出了一款名為「Drank」的飲料。該商品不含可待因或異丙嗪，但號稱能鎮靜身心，並含有諸如纈草根、薔薇果和褪黑激素的配方。市場上類似的「抗能量」或放鬆飲料打著「Purple Stuff」、「Sippin Syrup」和「Lean」等名義販售。

### 評價
這些商品因其可能成為危險非法混合物的入門管道而備受批評。這種行銷手法被認為和糖果香煙類似。